# لويس غاتي ريبيرو
لويس غاتي ريبيرو (بالإسبانية: Luis Gatty Ribeiro) هو مدرب كرة قدم ولاعب كرة قدم بوليفي في مركز الدفاع، ولد في 1 نوفمبر 1979 في كوبيخا في بوليفيا. شارك مع منتخب بوليفيا لكرة القدم. أما مع النوادي، فقد لعب مع ذي سترونغيست ونادي بوليفار ونادي ريال بوتوسي.

## وصلات خارجية
- لويس غاتي ريبيرو على موقع الاتحاد الدولي (مؤرشف)  (الإنجليزية)
- لويس غاتي ريبيرو على موقع إي إس بي إن إف سي (الإنجليزية)
- لويس غاتي ريبيرو على موقع قاعدة بيانات كرة القدم.إي يو (الإنجليزية)
- لويس غاتي ريبيرو على موقع ناشيونال فوتبول تيمز (الإنجليزية)